# Persone di cognome Wallace
| Questa pagina contiene informazioni ricavate automaticamente dalle voci biografiche con l'ausilio del template Bio e di un bot. L'aggiornamento è periodico e automatico e ricostruisce completamente la pagina. Se manca una persona in questa lista, sei pregato di non aggiungerla, ma accertati piuttosto che la sua voce biografica contenga il template Bio e che i dati anagrafici siano correttamente compilati. Se il template Bio manca, inseriscilo tu stesso o, in alternativa, metti l'avviso {{tmp\|Bio}} che ne segnala la mancanza. Se i dati riportati sono sbagliati, correggi direttamente la voce biografica; le modifiche saranno visibili in questa lista entro pochi giorni. Per chiarimenti vedi il progetto antroponimi. La lista contiene solo le 101 persone che sono citate nell'enciclopedia e per le quali è stato implementato correttamente il template Bio. Pagina aggiornata al 7 mag 2025. |

Questa è una lista di persone presenti nell'enciclopedia che hanno il cognome Wallace, suddivise per attività principale.

## Allenatori di calcio(2)
- Gordon Wallace, allenatore di calcio e ex calciatore scozzese (Dundee, n. 1943)
- Jock Wallace, allenatore di calcio e calciatore britannico (Wallyford, n. 1935 - Wallyford, † 1996)

## Artisti marziali(1)
- Bill Wallace, artista marziale, karateka e attore statunitense (Portland, n. 1945)

## Attori(3)
- George Wallace, attore e comico statunitense (Atlanta, n. 1952)
- George D. Wallace, attore statunitense (New York, n. 1917 - Los Angeles, † 2005)
- Toby Wallace, attore britannico (Londra, n. 1996)

## Attrici(3)
- Aria Wallace, attrice, musicista e cantautrice statunitense (Atlanta, n. 1996)
- Dee Wallace, attrice statunitense (Kansas City, n. 1948)
- Marcia Wallace, attrice, comica e conduttrice televisiva statunitense (Creston, n. 1942 - Los Angeles, † 2013)

## Attrici teatrali(1)
- Marisha Wallace, attrice teatrale e cantante statunitense (n. 1985)

## Autori di giochi(1)
- Martin Wallace, autore di giochi britannico (Hampshire, n. 1962)

## Avvocati(1)
- W.H.L. Wallace, avvocato e generale statunitense (Urbana, n. 1821 - Savannah, † 1862)

## Bassisti(1)
- Bill Wallace, bassista e insegnante canadese (Winnipeg, n. 1949)

## Batteristi(2)
- Ian Wallace, batterista britannico (Bury, n. 1946 - Los Angeles, † 2007)
- Leroy Wallace, batterista e percussionista giamaicano (Kingston, Jamaica, n. 1950)

## Biblisti(1)
- Daniel B. Wallace, biblista statunitense (n. 1952)

## Calciatori(13)
- Anthony Wallace, ex calciatore statunitense (Brooklyn, n. 1986)
- Charlie Wallace, calciatore inglese (Southwick, n. 1885 - † 1970)
- Danny Wallace, ex calciatore inglese (Greenwich, n. 1964)
- Gordon Wallace, ex calciatore scozzese (Lanark, n. 1944)
- Gordon Wallace, ex calciatore scozzese (Glasgow, n. 1955)
- Ian Andrew Wallace, ex calciatore scozzese (Glasgow, n. 1956)
- Jed Wallace, calciatore inglese (Reading, n. 1994)
- Ken Wallace, ex calciatore inglese (Londra, n. 1952)
- Lee Wallace, ex calciatore scozzese (Edimburgo, n. 1987)
- Murray Wallace, calciatore scozzese (Glasgow, n. 1993)
- Rod Wallace, ex calciatore inglese (Lewisham, n. 1969)
- Ross Wallace, ex calciatore scozzese (Dundee, n. 1985)
- William Semple Brown Wallace, ex calciatore scozzese (Kirkintilloch, n. 1940)

## Canoisti(1)
- Ken Wallace, canoista australiano (Gosford, n. 1983)

## Canottiere(1)
- John Wallace, ex canottiera canadese (Burlington, n. 1962)

## Cantautori(1)
- Pad Anthony, cantautore giamaicano (Giamaica)

## Cestiste(2)
- Kristy Wallace, cestista australiana (Loganholme, n. 1996)
- Shaqwedia Wallace, cestista statunitense (Wilmington, n. 1989)

## Cestisti(10)
- Red Wallace, cestista e allenatore di pallacanestro statunitense (Simpson, n. 1918 - † 1977)
- Ben Wallace, ex cestista e dirigente sportivo statunitense (White Hall, n. 1974)
- Brandon Wallace, ex cestista statunitense (Statesboro, n. 1985)
- Cason Wallace, cestista statunitense (Dallas, n. 2003)
- Gerald Wallace, ex cestista statunitense (Sylacauga, n. 1982)
- Joe Wallace, ex cestista statunitense (San Diego, n. 1965)
- John Wallace, ex cestista statunitense (Rochester, n. 1974)
- Jonathan Wallace, ex cestista statunitense (Huntsville, n. 1986)
- Keaton Wallace, cestista statunitense (Richardson, n. 1999)
- Rasheed Wallace, ex cestista e allenatore di pallacanestro statunitense (Filadelfia, n. 1974)

## Collezionisti d'arte(1)
- Richard Wallace, collezionista d'arte, filantropo e politico britannico (Londra, n. 1818 - Parigi, † 1890)

## Compositori(2)
- Oliver Wallace, compositore britannico (Londra, n. 1887 - Los Angeles, † 1963)
- William Vincent Wallace, compositore e musicista irlandese (Waterford, n. 1812 - Château de Haget, † 1865)

## Condottieri(1)
- William Wallace, condottiero e patriota scozzese (Elderslie, n. 1270 - Smithfield, † 1305)

## Etruscologi(1)
- Rex E. Wallace, etruscologo e linguista statunitense (n. 1952)

## Filosofi(1)
- William Wallace, filosofo britannico (Cupar, n. 1844 - Oxford, † 1897)

## Ginnasti(1)
- Ji Wallace, ginnasta australiano (Lismore, n. 1977)

## Giocatori di football americano(8)
- Steve Wallace, ex giocatore di football americano statunitense (Chamblee, n. 1964)
- Caedan Wallace, giocatore di football americano statunitense (Greenwood, n. 2000)
- K'Von Wallace, giocatore di football americano statunitense (Highland Springs, n. 1997)
- Taco Wallace, ex giocatore di football americano statunitense (Canoga Park, n. 1981)
- Rodney Wallace, giocatore di football americano statunitense (Pueblo, n. 1940 - † 2013)
- Seneca Wallace, giocatore di football americano statunitense (Sacramento, n. 1980)
- Trevin Wallace, giocatore di football americano statunitense (Jesup, n. 2003)
- Tylan Wallace, giocatore di football americano statunitense (Fort Worth, n. 1999)

## Giornalisti(2)
- Chris Wallace, giornalista e conduttore televisivo statunitense (Chicago, n. 1947)
- Mike Wallace, giornalista statunitense (Brookline, n. 1918 - New Canaan, † 2012)

## Ingegneri(1)
- Bob Wallace, ingegnere meccanico neozelandese (Auckland, n. 1938 - † 2013)

## Matematici(1)
- William Wallace, matematico e astronomo scozzese (Dysart, n. 1768 - Edimburgo, † 1843)

## Mezzofondiste(1)
- Erin Wallace, mezzofondista britannica (n. 2000)

## Micologi(1)
- Thomas James Wallace, micologo britannico (Devon, † 2001)

## Militari(1)
- William Wallace, militare statunitense (Indianapolis, n. 1866 - Chillicothe, † 1945)

## Modelle(1)
- Marjorie Wallace, modella, attrice e conduttrice televisiva statunitense (Indianapolis, n. 1954)

## Naturalisti(1)
- Alfred Russel Wallace, naturalista, geografo e biologo britannico (Llanbadoc, n. 1823 - Broadstone, † 1913)

## Nuotatori(1)
- Daniel Wallace, ex nuotatore britannico (Edimburgo, n. 1993)

## Piloti automobilistici(3)
- Andy Wallace, ex pilota automobilistico britannico (Oxford, n. 1961)
- Bubba Wallace, pilota automobilistico statunitense (Mobile, n. 1993)
- Rusty Wallace, pilota automobilistico statunitense (Fenton, n. 1956)

## Pittori(1)
- John Laurie Wallace, pittore irlandese (Garvagh, n. 1864 - Omaha, † 1953)

## Poeti(1)
- William Ross Wallace, poeta statunitense (Lexington, n. 1819 - New York, † 1881)

## Politiche(1)
- Lurleen Wallace, politica statunitense (Tuscaloosa, n. 1926 - Montgomery, † 1968)

## Politici(3)
- George Wallace, politico statunitense (Clio, n. 1919 - Montgomery, † 1998)
- Henry A. Wallace, politico e imprenditore statunitense (Orient, n. 1888 - Danbury, † 1965)
- Mick Wallace, politico irlandese (Wexford, n. 1955)

## Produttori discografici(1)
- Andy Wallace, produttore discografico statunitense (n. 1947)

## Rapper(2)
- The Notorious B.I.G., rapper statunitense (New York, n. 1972 - Los Angeles, † 1997)
- E-Dubble, rapper statunitense (Filadelfia, n. 1982 - Filadelfia, † 2017)

## Registi(3)
- Danny Wallace, regista, comico e autore televisivo britannico (Dundee, n. 1976)
- Richard Wallace, regista statunitense (Sacramento, n. 1894 - Los Angeles, † 1951)
- Tommy Lee Wallace, regista, sceneggiatore e scenografo statunitense (Somerset, n. 1949)

## Religiosi(1)
- Robert Wallace, religioso e economista scozzese (Kincardine, n. 1697 - † 1771)

## Rugbisti a 15(4)
- David Wallace, ex rugbista a 15 irlandese (Limerick, n. 1976)
- Paddy Wallace, ex rugbista a 15 britannico (Belfast, n. 1979)
- Paul Wallace, ex rugbista a 15, giornalista e dirigente d'azienda irlandese (Cork, n. 1971)
- Richard Wallace, ex rugbista a 15 e aviatore irlandese (Cork, n. 1968)

## Sceneggiatori(1)
- Randall Wallace, sceneggiatore, regista e produttore cinematografico statunitense (Jackson, n. 1949)

## Schermidori(2)
- Edmond Wallace, schermidore francese (Saint-Maur-des-Fossés, n. 1876 - Vauquois, † 1915)
- Richard Wallace, schermidore francese (Parigi, n. 1872 - † 1941)

## Sciatori alpini(1)
- Liam Wallace, sciatore alpino canadese (n. 1999)

## Scrittori(7)
- Bruce Alan Wallace, scrittore statunitense (Pasadena, n. 1950)
- Bryan Edgar Wallace, scrittore britannico (Londra, n. 1904 - † 1971)
- Daniel Wallace, scrittore statunitense (Birmingham, n. 1959)
- David Foster Wallace, scrittore e saggista statunitense (Ithaca, n. 1962 - Claremont, † 2008)
- Irving Wallace, scrittore statunitense (Chicago, n. 1916 - Los Angeles, † 1990)
- Lew Wallace, scrittore, politico e generale statunitense (Brookville, n. 1827 - Crawfordsville, † 1905)
- Edgar Wallace, scrittore, giornalista e drammaturgo britannico (Greenwich, n. 1875 - Beverly Hills, † 1932)

## Scrittrici(1)
- Pamela Wallace, scrittrice e sceneggiatrice statunitense (Exeter, n. 1949)